# Глиоксизом
Глиоксизом је мала, једноструком мембраном окружена ћелијска органела у облику везикуле. Ова ћелијска органела нађена само у биљним ћелијама. Глиоксизоми садрже у себи уратну оксидазу и ензиме који учествују у глиоксилатном циклусу. Обично се налазе у већем броју у семенима биљака, у којима се складиште резерве масти (липида). У многим семенима су масти складиштене у сферозомима (у облику масних капи). Доказано једа при клијању семена долази до мобилизације масних резерви, тако да број сферозома опада, а број глиоксизома расте. Ензими који се налазе у глиоксизомима учествују у мобилизацији масти, које прелазе у масне киселине, а потом и у угљене хидрате.
Порекло ове органеле није познато. Претпоставља се да, као и пероксизом, настаје од мембране ендоплазматичног ретикулума, пошто се често налазе уз гранулирани ендоплазматични ретикулум. Још увек није утврђено да ли су глиоксизоми и пероксизоми једна иста органела која се јавља у два облика, или су различите органеле.